# Szirmai Albert
Szirmai Albert (Eredeti neve Schönberger Albert;  Budapest, 1880. július 2. – New York, 1967. január 15.) magyar zeneszerző, karmester.

## Élete
Izraelita vallású családban született, a pesti Schönberger Miksa Max (1842–1905) és a vágújhelyi Rosenzweig Anna (Netti) Ernesztina (1845–1909) legkisebb, hetedik gyermekeként. Szülei 1869. március 2-án házasodtak össze. 
Neves operettkomponista, aki az első magyar kabarédalok szerzője is volt. Poétikus és invenciózus muzsikája igazi művészre vall. 200-nál is több kabarédalt is írt, de komoly muzsikát is komponált. 
A muzikalitás fiatalon, egy zongora alatt kuporodva találta meg, ahonnan nagyobb testvérei zeneóráit figyelte. 
A Zeneakadémián Szendy Árpád (zongora) és Koessler János (zeneszerzés) tanítványa volt. Egy osztályba járt Kodály Zoltánnal, Weiner Leóval, Jacobi Viktorral.
Az 1906-os végzés után a Pester Lloyd és a Polgár c. lapok zenekritikusa lett. Pályafutása elején a komolyzenével kísérletezett, írt balettszvitet, nyitányt, vonósnégyest és több zongoraművet, franciás ihletésű Hat zongoradarabja újszerű volt a magyar zenei palettán. 
1907-től a Népszínház vígopera korrepetitora. ekkor mutatták be első színpadi művét, A sárga dominót, ami 200-szor ment táblás házakkal. Ettől az évtől kezdve karmester volt a Modern Színház Cabaret-ben, majd az Andrássy úti Színházban. Első nagy sikerét két évvel később a Rajna Ferenc szövegére írt Táncos huszárokkal aratta, ekkor fordult az operettek felé. 1916-ra elkészült a fülbemászó zenével és groteszk komikummal megírt Mágnás Miska, amely rövid idő alatt Bécsben, Berlinben és Milánóban is bemutatásra került, ez pályája csúcsát is jelentette. Később még két sikeroperettet alkotott, a Gróf Rinaldót és a Mézeskalácsot. 
Operettjeit 1928-ig a Király Színház vitte színpadra. Bécsben, Berlinben és Londonban is bemutatták darabjait. Heltai Jenő, Gábor Andor, Babits Mihály valamint Szép Ernő verseire írt dalokat. 1928-tól haláláig New Yorkban élt. A Chappel zeneműkiadó cég tanácsadója, majd művészeti igazgatója lett. Zeneszerzőként már nem volt olyan aktív, mint hazájában, melynek oka részben az volt, hogy a Broadway stílusához nem tudott alkalmazkodni. Műveit egy darabig postán küldte haza, de egy idő után leginkább csak mások munkájával foglalkozott.
Amerikában olyan kaliberű zenészeknek segített elindulni a pályán, mint Leonard Bernstein és George Gershwin, 1939 és 1945 között Magyarországon nem játszhatták műveit zsidó származása miatt. A második világháború utáni években többször hazalátogatott, de sosem költözött vissza. 86 évesen, New Yorkban halt meg.

## Művei
Színpadi művek
A Színházi adattárban, 1946-tól regisztrált bemutatóinak száma: 83..
- A sárga dominó (Budapest, 1907)
- Bálkirálynő (vígopera, 1908)
- Táncos huszárok (Budapest, 1909)
- A ferencvárosi angyal (1911)
- Mexikói lány (1912)
- A mozikirály (bemutató: Budapest, 1913. szept. 20.)
- Ezüstpille (énekes játék, Budapest, 1914. május 9., Vígszínház)
- Mágnás Miska (Budapest, 1916. febr. 12.)
- Kék orgonák (1918)
- Gróf Rinaldo (Budapest, 1918)
- Harangvirág (Budapest, 1918)
- Mézeskalács (Budapest, 1923. december 15.)
- Alexandra (Budapest, 1925)
- Éva grófnő (Budapest, 1928)
- A balerina (Budapest, 1931)
- A kalóz (1933)
- Tabáni legenda (1957)
- Tündérlaki lányok (Budapest, 1964. január 29., Fővárosi Operettszínház)

Film
- Mágnás Miskából 1948-ban nagy sikerű film készült Keleti Márton rendezésében, a főbb szerepekben Latabár Kálmán, Latabár Árpád, Gábor Miklós, Mészáros Ági, Németh Marika és Sárdy János játszott.

## Külső hivatkozások
- Magyar színházművészeti lexikon. Főszerk. Székely György. Budapest: Akadémiai. 1994.  ISBN 963-05-6635-4
- Magyar életrajzi lexikon III: Kiegészítő kötet (A–Z). Főszerk. Kenyeres Ágnes. Budapest: Akadémiai. 1981.  ISBN 963-05-2500-3
- Színházi adattár. Országos Színháztörténeti Múzeum és Intézet. (Hozzáférés: 2025. március 25.)
- Szirmai Albert életrajza az Irány New Yorkon (magyarul)
- Szirmai Albert a PORT.hu-n (magyarul)
- Szirmai Albert az Internet Movie Database oldalon (angolul)
- Magyar zsidó lexikon. Szerk. Ujvári Péter. Budapest: Magyar Zsidó Lexikon. 1929. 852. o.  Online elérés